# Ronde van Burgos 2007
De Ronde van Burgos 2007 (Spaans: Vuelta a Burgos 2007) werd gehouden van dinsdag 14 augustus tot en met zaterdag 18 augustus en maakte deel uit van de UCI Europe Tour 2007. De renners moesten in totaal 630 kilometers afleggen in de 29ste editie van deze wielerronde, verdeeld over vijf etappes. De eindwinnaar werd de Colombiaan Mauricio Soler. Titelverdediger was de Spanjaard Iban Mayo. In totaal gingen 127 renners van start, van wie er 108 de eindstreep bereikten.

## Klassementsleiders
| Etappe    | Algemeen         | Punten             | Berg            | Sprint         | Ploegen                |
| 1         | Michail Ignatiev | Michail Ignatiev   | Daniel Moreno   | Mikel Artetxe  | Tinkoff Credit Systems |
| 2         | Mauricio Soler   | Daniel Moreno      | Daniel Moreno   | Rodrigo Garcia | Relax-GAM              |
| 3         | Mauricio Soler   | Daniel Moreno      | Daniel Moreno   | Rodrigo Garcia | Relax-GAM              |
| 4         | Mauricio Soler   | Alejandro Valverde | Daniel Moreno   | Rodrigo Garcia | Caisse d'Epargne       |
| 5         | Mauricio Soler   | Alejandro Valverde | Vasil Kiryjenka | Rodrigo Garcia | Caisse d'Epargne       |
| Eindstand | Mauricio Soler   | Alejandro Valverde | Vasil Kiryjenka | Rodrigo Garcia | Caisse d'Epargne       |

## Etappe-uitslagen

### 1e etappe
| Miranda de Ebro – Miranda de Ebro (150 km) |                    |                        |          |
| Plaats                                     | Naam               | Ploeg                  | tijd     |
| Winnaar                                    | Michail Ignatiev   | Tinkoff Credit Systems | 3u23'26" |
| 2                                          | Daniel Moreno      | Relax-GAM              | +00' 34" |
| 3                                          | Alejandro Valverde | Caisse d'Epargne       | z.t.     |
|                                            |                    |                        |          |
| 17                                         | Benny De Schrooder | Chocolade Jacques-TV   | z.t.     |

### 2e etappe
| Areniscas de los Pinares – Lagunas de Neila (149 km) |                  |                      |          |
| Plaats                                               | Naam             | Ploeg                | tijd     |
| Winnaar                                              | Mauricio Soler   | Team Barloworld      | 3u50'56" |
| 2                                                    | Carlos Castaño   | Karpin-Galicia       | +00' 17" |
| 3                                                    | José Ángel Gómez | Saunier Duval-Prodir | z.t.     |
|                                                      |                  |                      |          |
| 20                                                   | Serge Pauwels    | Chocolade Jacques-TV | +03' 52" |

### 5e etappe
| Oña – Burgos (158 km) |                  |                        |          |
| Plaats                | Naam             | Ploeg                  | tijd     |
| Winnaar               | Vasil Kiryjenka  | Tinkoff Credit Systems | 3u39'42" |
| 2                     | Francisco Pérez  | Caisse d'Epargne       | +00' 02" |
| 3                     | Stefano Garzelli | Acqua & Sapone-CM      | +00' 11" |
|                       |                  |                        |          |
| 17                    | Steven Caethoven | Chocolade Jacques-TV   | +00' 28" |

## Eindklassementen
| Plaats      | Naam               | Ploeg                | Tijd      |
| ----------- | ------------------ | -------------------- | --------- |
| Paarse trui | Mauricio Soler     | Team Barloworld      | 14u31'37" |
| 2           | Alejandro Valverde | Caisse d'Epargne     | + 00' 02" |
| 3           | Carlos Castaño     | Karpin-Galicia       | + 00' 30" |
| 4           | Daniel Moreno      | Relax-GAM            | + 00' 47" |
| 5           | José Ángel Gómez   | Saunier Duval-Prodir | z.t.      |
| 6           | Moisés Dueñas      | Agritubel            | + 01' 23" |
| 7           | David Herrero      | Karpin-Galicia       | + 01' 52" |
| 8           | José Miguel Elías  | Relax-GAM            | + 02' 08" |
| 9           | Javier Moreno      | Extremadura-Spiuk    | + 02' 15" |
| 10          | Rubén Plaza        | Caisse d'Epargne     | z.t.      |
|             |                    |                      |           |
| 18          | Serge Pauwels      | Chocolade Jacques-TV | + 04' 50" |

| Plaats      | Naam               | Ploeg                  | Punten |
| ----------- | ------------------ | ---------------------- | ------ |
| Groene trui | Alejandro Valverde | Caisse d'Epargne       | 53     |
| 2           | Michail Ignatiev   | Tinkoff Credit Systems | 45     |
| 3           | Mauricio Soler     | Team Barloworld        | 37     |

| Plaats    | Naam             | Ploeg                  | Punten |
| --------- | ---------------- | ---------------------- | ------ |
| Rode trui | Vasil Kiryjenka  | Tinkoff Credit Systems | 38     |
| 2         | José Ángel Gómez | Saunier Duval-Prodir   | 37     |
| 3         | Daniel Moreno    | Relax-GAM              | 34     |

| Plaats      | Naam            | Ploeg                  | Punten |
| ----------- | --------------- | ---------------------- | ------ |
| Blauwe trui | Rodrigo García  | Fuerteventura-Canarias | 13     |
| 2           | Maurizio Bellin | Team LPR               | 10     |
| 3           | Tom Stubbe      | Chocolade Jacques-TV   | 6      |

| Plaats | Ploeg                | Tijd      |
| ------ | -------------------- | --------- |
|        | Caisse d'Epargne     | 43u38'40" |
| 2      | Relax-GAM            | + 00' 57" |
| 3      | Saunier Duval-Prodir | + 02' 11" |

1946 · 1947 · 1948–1980 · 1981 · 1982 · 1983 · 1984 · 1985 · 1986 · 1987 · 1988 · 1989 · 1990 · 1991 · 1992 · 1993 · 1994 · 1995 · 1996 · 1997 · 1998 · 1999 · 2000 · 2001 · 2002 · 2003 · 2004 · 2005 · 2006 · 2007 · 2008 · 2009 · 2010 · 2011 · 2012 · 2013 · 2014 · 2015 · 2016 · 2017 · 2018 · 2019 · 2020 · 2021 · 2022 · 2023 · 2024 · 2025